# Wüstenstern
Wüstenstern: Ein Fall für Renée Ballard und Harry Bosch (englisch Desert Star) ist der 37. Roman des US-amerikanischen Krimi-Autors Michael Connelly. Neben der Haupt-Protagonistin Renée Ballard (5. Roman der Renée-Ballard-Serie) tritt Harry Bosch auf (24. Roman der Harry-Bosch-Serie) auf. Der Roman erschien 2022 in Englisch, in deutscher Übersetzung 2024.

## Handlung
Renée Ballard hat das Angebot des Polizeipräsidenten in Dunkle Stunden angenommen und ist zurück beim LAPD. Sie leitet die Open-Unsolved Unit, die ungelöste Fälle aus der Vergangenheit aufklären möchte. Durch die modernen Verfahren zum Nachweis von DNA sind Ermittlungen heute oft erfolgreich, die früher aus Mangel an Beweisen gescheitert waren.
Ballard gewinnt Harry Bosch als Freiwilligen zu ihrer Einheit. Ihm war es nicht gelungen den Mörder der Familie Gallagher zu überführen. Bosch war und ist fest davon überzeugt, dass Finbar McShane die beiden Kinder, die Mutter und den Vater der Familie Gallagher 2013 ermordet und in der Mojave-Wüste verscharrt hat. McShane ist inzwischen verschwunden.
Die Einheit für ungelöste Fälle beim LAPD besteht nur aus Renée Ballard und freiwilligen Helfern, darunter Ted Rawls, einem früheren Polizisten. Die Wiedergründung der Einheit wurde politisch maßgeblich vom Stadtrat Jake Pearlman unterstützt. Jake Pearlmans Schwester Sarah war 1994 vergewaltigt und ermordet worden. Der Fall konnte nie aufgeklärt werden. Pearlman möchte deshalb, dass sich die Einheit insbesondere um den Fall seiner Schwester kümmert. Er hat Ted Rawls, einen Freund und ehemaligen Polizisten, im Team untergebracht. Und sein Manager, Nelson Hastings, soll von Ballard immer über die Fortschritte der Ermittlungen unterrichtet werden.
Für Bosch steht der Fall der Familie Gallagher im Vordergrund, während Ballard wichtig ist, dass der Mörder von Sarah Pearlman gefunden wird, damit sie sich die weitere Unterstützung des Stadtrats sichern kann.
In der Ermittlungsakte im Fall Sarah Pearlman sieht Harry Bosch ein Foto eines Handabdrucks. Er fragt sich, ob die Karte mit dem Abdruck noch in den Asservaten ist und auf ihr vielleicht etwas DNA ist, die man heute sequenzieren könnte. Und in der Tat, die DNA-Analyse ist möglich. Der Abgleich in der Datenbank der Ermittlungsbehörden bringt einen Treffer: dieselbe DNA wurde bei der Untersuchung des Mords an Laura Wilson 2005 gefunden: Sie haben es offenbar mit einem Serientäter zu tun.
Die DNA-Probe im Fall von Laura Wilson wurde in einem Tropfen Urin des Täters gefunden, was darauf hindeutet, dass der Täter 2005 an einer Nierenkrankheit gelitten hat und deshalb das Blut in seinem Urin war. Bosch hält es für schlampige Polizeiarbeit, dass diese Spur damals nicht weiter verfolgt wurde. Er tut es jetzt und findet schließlich durch seine Kontakte zur Veteranenstelle des Militärs heraus, dass Nelson Hastings, der Adlatus von Pearlman, eine Operation hatte, bei dem ihm eine Niere entfernt worden war. Es gab noch mehr Indizien, die auf Hastings hindeuteten. Ballard und Bosch brauchten die DNA von Hastings, um sie mit der Täter-DNA vergleichen zu können. Sie arrangierten ein Treffen mit Hastings in einem Café im Grand Central Market von Los Angeles, bei dem Bosch als Angestellter des Markts verkleidet den Kaffeebecher von Hastings „abräumt“. Sie haben die DNA. Bioß: Hastings durchschaut das Manöver und außerdem stellt sich heraus, dass die DNA Hastings’ nicht identisch mit der des Täters war. Dabei hatte doch alles auf Hastings hingedeutet. Ballard legt Hastings gegenüber ihre Indizien offen, der den wichtigsten Hinweis entkräften kann: er hatte keine Nierenkrankheit, sondern hat seine Niere gespendet. Wem? Ted Rawls.
Bosch setzt sich auf die Fährte von Rawls, während Ballard versucht einen Durchsuchungsbeschluss für Büro und Haus von Rawls von einem Richter zu bekommen. Rawls bemerkt, dass ihn Bosch beobachtet und verfolgt, rammt Boschs uralten Cherokee und versucht Bosch zu erschießen. Bosch greift zu seiner Waffe im Handschuhfach und schießt zurück. Er wird durch einen Streifschuss am Ohr getroffen und hört noch einen letzten Schuss. Als er in der Klinik wieder zu sich kommt, denkt er, er habe Rawls erschossen. Doch Rawls hat sich selbst getötet.
Im Kofferraum von Rawls Auto finden die Ermittler Kleidungsstücke, die offenbar „Andenken“ an seine Taten sind und die er verschwinden lassen wollte, als ihn Bosch verfolgt hat. Sie haben den Täter, er ist tot, die Fälle Sarah Pearlman und Laura Wilson sind aufgeklärt.
Bei der Pressekonferenz verheimlicht der Polizeipräsident, dass der Täter, Ted Rawls, als Freiwilliger bei der Einheit im Einsatz war, die seine eigenen Taten aufklären sollte. Bosch spielt diese Information einer Reporterin der Los Angeles Times zu.
Nun kann Harry Bosch sich wieder voll auf den Fall der Familie Gallagher stürzen. Währenddessen sucht Ballard gemeinsam mit den anderen im Team nach weiteren Taten, die Ted Rawls begangen hat. Dabei stößt Renée Ballard darauf, dass Rawls aller Wahrscheinlichkeit nach der Mörder von Olga Reyes war. Nur: für diese Tat sitzt der Freund von Olga Reyes, Jorge Ochoa, lebenslänglich hinter Gittern – ein Fehlurteil. Ballard will, dass die Staatsanwaltschaft ein Verfahren zur Korrektur des Fehlurteils einleitet, scheitert jedoch daran, dass der zuständige Staatsanwalt um seine Wiederwahl fürchtet. Schließlich wendet sie sich unter dem Siegel der Verschwiegenheit an Mickey Haller, den Lincoln Lawyer und Halbbruder von Harry Bosch, damit er den Fall vor Gericht bringt und Ochoa aus dem Gefängnis holt.
Harry Bosch setzt Sheila Walsh, eine frühere Angestellte von Stephen Gallagher, unter Druck. Er vermutet, dass sie etwas über den Aufenthaltsort von Finbar McShane weiß. Es kann sein, dass er in Key West, Florida ist. Bosch fliegt hin und kann McShane tatsächlich finden: er lebt auf einem Hausboot. Währenddessen suchen Renée Ballard und Boschs Tochter Maddie verzweifelt nach Harry Bosch. Sein Handy liegt in dem beim Zusammenstoß mit Rawls demolierten Jeep Cherokee und Bosch ist nicht erreichbar. In seiner Wohnung findet Maddie einen Brief, der sich wie ein Abschiedsbrief liest. Ballard fliegt nach Florida und öffnet mit der Polizei Boschs Hotelzimmer. Er ist nicht da.
Denn Bosch stellt McShane auf seinem Hausboot. Er hat nur einen Schraubenzieher, keine Pistole bei sich. McShane gibt schließlich das Verbrechen an der Familie Gallagher zu und versucht dann Bosch zu erschießen. Doch Bosch schafft es mit dem Schraubenzieher McShane so schwer zu verletzen, dass er verblutet.
Am nächsten Tag ist Ballard erneut mit der Polizei air seinem Hotelzimmer. Er sagt ihr, dass der Fall gelöst ist: der Täter ist tot.
Im Epilog des Romans verstreut Bosch die Asche der Gallagher an der Stelle in der Mojave-Wüste, an der McShane die Leichen verscharrt hatte – dort wo der Wüstenstern blüht.
Ballard weiß jetzt, dass Bosch schwer krank ist. Er kehrt nicht zur „Open-Unsolved Unit“ zurück. Wird er noch einen weiteren Fall aufklären?

## Hintergrund
Der Roman spielt in der Jetztzeit. Bosch hört im Radio das Konzert, das Ron Carter an seinem 85. Geburtstag in der Carnegie Hall in New York City gab. Das muss also am 4. Mai 2022 gewesen sein. Connelly greift immer wieder aktuelle Geschehnisse auf: die COVID-19-Pandemie, die #MeToo-Bewegung oder die Polizeigewalt gegen Schwarze, wie den Fall von Laguan McDonald, der 2014 von der Polizei in Chicago erschossen wurde. Die Tat sollte vertuscht werden.
Der eigentliche Kern des Romans ist die Polizeiarbeit. Ballard ist in den Romanen von Connelly einer wirklichen Polizistin des LAPD, Mitzi Roberts, nachgezeichnet. Bosch und Ballard verkörpern beide die „Mission“, trotz der Abgründe mit denen sie es in ihrer Polizeiarbeit zu haben, für Gerechtigkeit zu kämpfen.
Zum Titel: Harry Bosch fährt an den Fundort der Leichen der Familie Gallagher in der Mojave-Wüste und trifft dort seinen früheren Kollegen Beto Orestes, den Ermittler des Inyo County, mit dem zusammen er versucht hatte den Mörder der Familie zu überführen. Orestes zeigt ihm eine Blume, die in der kargen Wüste wächst und blüht. Es handelt sich um Monoptilon bellioides, den Wüstenstern, eine Pflanze, die vornehmlich in der Mojave-Wüste vorkommt. Sie gibt dem Roman den Titel. Connelly erzählt, dass der Wüstenstern in. der harschen Umgebung der Wüste auch den harten Winter überlebt und bringt dies in Verbindung mit den harschen Umständen, mit denen Bosch und insbesondere Ballard beim LAPD zu tun hatten.

## Querbezüge
Der Mord an Sarah Pearlman 1994 ist schon nach einem Tag aus der Öffentlichkeit verschwunden, weil die Presse und das Fernsehen durch den Fall von O. J. Simpson elektrisiert war.
Die Reporterin der LA Times, der Bosch die Tipps gibt, wie die Geschichte mit Ted Rawls wirklich war, erkennt Bosch an ihrer Stimme wieder. Sie war zwischenzeitlich Reporterin in Washington D.C., ist aber 2022 zurück in Los Angeles. Keisha Russel kommt in vielen Romanen der Serie vor: Der letzte Coyote, Letzte Warnung, Schwarze Engel, Die Rückkehr des Poeten und Das zweite Herz.
Bosch hat Krebs, eine Spätfolge dessen, dass er in Kalter Tod mit radioaktivem Material kontaminiert wurde.

## Rezeption
Kirkus Reviews vermerkt, dass Bosch auch in der Partnerschaft mit Renée Ballard der gewohnte Einzelkämpfer bleibt. Insgesamt wird der Roman nicht zu den besten von Connelly gerechnet, aber betont, dass seine zweitbesten sich auch sehen lassen können. Publishers Weekly urteilt: Dieser 24. Bosch-Roman ist vielleicht nicht so überzeugend wie Dunkle Stunden, aber er zählt zu Connellys besten Werken. Die Tampa Bay Times stellt in den Vordergrund ihrer Rezension, dass sich in diesem Roman Bosch, „die Ikone der Kriminalliteratur“ nicht nur mit den üblichen Morden auseinandersetzen müsse, sondern auch mit seiner eigenen Sterblichkeit, „und zwar auf eine Weise, die wir noch nie zuvor gesehen haben“. „Es ist ein emotionaler Beitrag zu dieser großartigen Serie“ von Büchern.
Sylvia Staude betont in ihrer Rezension in der Frankfurter Rundschau, dass Connelly mit dem eigenwilligen Harry Bosch seine Stärke im präzisen Polizei-Krimi auch in diesem Roman zeigt. Sie beurteilt positiv, dass Connelly „selbst die Details der Ermittlungsabläufe, die polizeilichen Schreibtischmühen noch spannend zu machen“ versteht.

## Ausgaben
- Michael Connelly: Desert Star. Little, Brown and Company, New York 2022, ISBN 978-0-316-48565-4.
- Michael Connelly: Wüstenstern: Ein Fall für Renée Ballard und Harry Bosch. Aus dem amerikanischen Englisch von Sepp Leeb. Kampa, Zürich 2024, ISBN 978-3-311-12575-4, auch als E-Book.